# Ralph Miller (componist)
Ralph Dale Miller (White Hall, 17 maart 1909 – Duluth, 1 juli 1989) was een Amerikaans componist, muziekpedagoog en muziekuitgever.

## Levensloop
Miller studeerde muziektheorie, compositie, contrapunt aan de Universiteit van Illinois te Urbana-Champaign in Urbana alsook aan de Universiteit van Iowa in Iowa City. Na zijn studie werd hij docent en later professor aan de School of Music van de Universiteit van Minnesota in Minneapolis. Voor de publicatie van zijn eigen werk, maar ook van andere componisten richtte hij een eigen muziekuitgeverij op. 
Als componist schreef hij werken voor diverse genres. 

## Composities

### Werken voor orkest
- Symfonie nr. 1, voor orkest

### Werken voor harmonieorkest
- 1940 Twilight Sketches, suite
- 1974 Symfonie, voor harmonieorkest

### Kamermuziek
- 1942 Prelude to Autumn, voor klarinetkwartet (2 bes-klarinetten, altklarinet en basklarinet) Op. 5
- 1942 Evening Fantasy, voor altklarinet en piano
- 1945 Quartet no. 3, voor klarinet, 2 violen en cello, Op. 22
- 1946 Prelude and Scherzo, voor vier klarinetten, Op. 20
- 1949 Three American Dances, voor blaaskwintet en piano, Op. 25